# 第40回ライダーカップ
第40回ライダーカップ（だい40かいライダーカップ、40th Ryder Cup）は、2014年9月にスコットランドで開催された男子ゴルフの欧米対抗戦であるライダーカップの第40回大会である。欧州はポール・マッギンリーが、アメリカは史上最年長でトム・ワトソンがキャプテンとして指名した。ヨーロッパが16½対11½でアメリカを下し2010年・2012年に続き3連勝した。

## 概要
本大会の運営はヨーロピアンツアー・リミテッドで、会場はエディンバラから車で1時間にあるグレンイーグルスPGAセンテナリーコースで9月26日から28日にかけて開催された。スコットランドでの開催はミュアフィールドで行われた1973年第20回以来20大会振りである。
グレンイーグルス・PGAセンテナリーコースはジャック・ニクラスが設計したコースで、毎年ジョニー・ウォーカー選手権が開催されている。
| Hole  | 1   | 2   | 3   | 4   | 5   | 6   | 7   | 8   | 9   | Out   | 10  | 11  | 12  | 13  | 14  | 15  | 16  | 17  | 18  | In    | Total |
| ----- | --- | --- | --- | --- | --- | --- | --- | --- | --- | ----- | --- | --- | --- | --- | --- | --- | --- | --- | --- | ----- | ----- |
| Yards | 426 | 516 | 431 | 239 | 461 | 201 | 468 | 419 | 564 | 3,725 | 208 | 350 | 445 | 481 | 320 | 463 | 543 | 194 | 533 | 3,537 | 7,262 |
| Par   | 4   | 5   | 4   | 3   | 4   | 3   | 4   | 4   | 5   | 36    | 3   | 4   | 4   | 4   | 4   | 4   | 5   | 3   | 5   | 36    | 72    |

## 大会フォーマット
- 初日・2日目（各日共通）午前中にフォアボール、午後にフォアサムがそれぞれ4試合ずつ、計36ホール行われる。
- 最終日：シングルス12試合を行い、14½以上でカップ獲得チームが決定される。

## テレビ放送
アメリカ以外はすべてヨーロピアンツアー・リミテッド制作の国際映像を通じて放送され、Sky Sportsがホストブロードキャスターで世界各国で放送。BBCではハイライトも放送された。日本国内ではゴルフネットワークで全3日間生中継された。
アメリカ国内では初日はゴルフ・チャンネル、2日目と最終日はNBCで放送され、初日2日目は東部時間で午前2時から午後1時まで、最終日は午前6時から午後1時まで中継。解説にはジョニー・ミラー、実況にダン・ヒックスが務めた。

## 出場選手

### アメリカ
アメリカの出場選抜は2013年と14年のメジャー大会の獲得賞金を半分とし、加えて2014シーズン全米プロまでのPGAツアーの賞金上位9名が選抜され、残り3名は主将推薦で決定された。なお、タイガー・ウッズは怪我の影響で出場辞退すると発表された。

### 欧州
欧州の出場選抜は2013年のISPSハンダ・ウェールズオープンから14年のイタリアン・オープンまでの獲得賞金1ユーロを1ポイントとして計算し、上位4もしく5名とライダーカップワールドポイント5もしくは4名が選抜。さらに主将推薦の3名によって決定された。

## 初日

### フォアボール
| アメリカ合衆国の旗        | 結果     | 欧州連合の旗            |
| ------------------------- | -------- | ----------------------- |
| B・ワトソン / シンプソン  | 5 & 4    | ステンソン / ローズ     |
| ファウラー / ウォーカー   | 引き分け | カイマー / ビヨン       |
| スピース / リード         | 5 & 4    | ポールター / ギャラハー |
| ミケルソン / ブラッドリー | 1 up     | マキロイ / ガルシア     |
| 2½                        | 得点     | 1½                      |
| 2½                        | 合計     | 1½                      |

### フォアサム
| アメリカ合衆国の旗        | 結果     | 欧州連合の旗                  |
| ------------------------- | -------- | ----------------------------- |
| フューリク / クーチャー   | 2 up     | ドナルドソン / ウエストウッド |
| メイハン / ジョンソン     | 2 & 1    | ローズ / ステンソン           |
| ウォーカー / ファウラー   | 引き分け | マキロイ / ガルシア           |
| ミケルソン / ブラッドリー | 3 & 2    | デュビッソン / マクドウェル   |
| ½                         | 得点     | 3½                            |
| 3                         | 合計     | 5                             |

## 2日目

### フォアボール
| アメリカ合衆国の旗       | 結果     | 欧州連合の旗                  |
| ------------------------ | -------- | ----------------------------- |
| B・ワトソン / クーチャー | 3 & 2    | ローズ / ステンソン           |
| フューリク / メイハン    | 4 & 3    | ドナルドソン / ウエストウッド |
| リード / スピース        | 5 & 3    | ビヨン / カイマー             |
| ウォーカー / ファウラー  | 引き分け | マキロイ / ポールター         |
| 2½                       | 得点     | 1½                            |
| 5½                       | 合計     | 6½                            |

### フォアサム
| アメリカ合衆国の旗      | 結果     | 欧州連合の旗                  |
| ----------------------- | -------- | ----------------------------- |
| ジョンソン / クーチャー | 2 & 1    | ドナルドソン / ウエストウッド |
| フューリク / メイハン   | 3 & 2    | ガルシア / マキロイ           |
| スピース / リード       | 引き分け | カイマー / ローズ             |
| ウォーカー / ファウラー | 5 & 4    | デュビッソン / マクドウェル   |
| ½                       | 得点     | 3½                            |
| 6                       | 合計     | 10                            |

## 最終日シングルス
| アメリカ合衆国の旗     | 結果     | 欧州連合の旗             | 得点経過        |
| ---------------------- | -------- | ------------------------ | --------------- |
| ジョーダン・スピース   | 2 & 1    | グレーム・マクドウェル   | 2nd: 6 – 12     |
| パトリック・リード     | 1 up     | ヘンリク・ステンソン     | 3rd: 7 – 12     |
| リッキー・ファウラー   | 5 & 4    | ローリー・マキロイ       | 1st: 6 – 11     |
| ハンター・メイハン     | 引き分け | ジャスティン・ローズ     | 7th: 9½ – 13½   |
| フィル・ミケルソン     | 3 & 1    | スティーブン・ギャラハー | 6th: 9 – 13     |
| バッバ・ワトソン       | 4 & 2    | マーティン・カイマー     | 4th: 7 – 13     |
| マット・クーチャー     | 4 & 3    | トーマス・ビヨン         | 5th: 8 – 13     |
| ジム・フューリク       | 1 up     | セルヒオ・ガルシア       | 9th: 9½ – 15½   |
| ウェブ・シンプソン     | 引き分け | イアン・ポールター       | 10th: 10 – 16   |
| キーガン・ブラッドリー | 5 & 3    | ジェイミー・ドナルドソン | 8th: 9½ – 14½   |
| ジミー・ウォーカー     | 3 & 2    | リー・ウエストウッド     | 11th: 11 – 16   |
| ザック・ジョンソン     | 引き分け | ビクトル・デュビッソン   | 12th: 11½ – 16½ |
| 5½                     | 得点     | 6½                       |                 |
| 11½                    | 最終結果 | 16½                      |                 |